# Pedro Bohórquez
Pedro Chamijo (Arahal, Sevilla, 1602 – Lima, Virreinato del Perú, 3 de enero de 1667), también conocido como Pedro Bohórquez e Inca Hualpa, fue un aventurero español que tras probar fortuna infructuosamente en diversos oficios en el Perú, logró alrededor de 1656 hacerse coronar como Inca de los calchaquíes, engañando tanto a estos como a los gobernantes y clérigos españoles. Su historia casi legendaria tiene mucho que ver con la picaresca, con final trágico.

## Biografía
Pedro Chamijo había nacido en el año 1602 en la localidad sevillana de Arahal, en la Corona de España. Era de origen campesino, muy probablemente morisco o mudéjar, logró aprender a leer y escribir junto a los jesuitas en Cádiz. A los 18 años llegó a América, desembarcando en el Pisco en 1620, atraído por la promesa de riqueza fácil que parecía ofrecer. Lucró durante años en el Perú con engaños diversos, pero sin obtener dinero suficiente para retirarse. En Quinga Tambo contrajo matrimonio con Ana Bonilla, quien era hija de padre zambo y madre indígena.
Luego de que en 1629 Luis Jerónimo Fernández de Cabrera y Bobadilla, conde de Chinchón, asumiera como virrey del Perú, Chamijo intentó convencerlo de realizar una expedición a las fuentes del río Marañón o Amazonas, a donde le aseguraba que se hallaba el Gran Paititi, un lugar que rebosaba de oro y plata. Descubierto su engaño, huyó a Potosí en el Alto Perú. Cerca de allí conoció a un clérigo llamado Alonso Bohórquez del cual se hizo amigo y -para huir de las puniciones españolas- adoptó su apellido haciéndose pasar por su sobrino.
En 1639 logró convencer al nuevo virrey, Pedro de Toledo y Leiva, marqués de Mancera, para realizar una expedición a las fuentes del Marañón, que finalizó en fracaso. Huyó de nuevo haciéndose llamar Francisco hasta que en 1648 asumió como virrey García Sarmiento de Sotomayor, conde de Salvatierra, quien autorizó una nueva expedición a las fuentes del Marañón, que también fracasó estrepitosamente. Bohórquez fue enviado preso a Valdivia, en el entonces extremo sur de Chile, de donde huyó y atravesó la cordillera de los Andes recalando en la ciudad de Mendoza, en la actual Argentina. Luego de pasar por La Rioja, alrededor de 1656 llegó a San Miguel de Tucumán, que era una de las principales ciudades de la dilatada gobernación del Tucumán. Pese a la amplitud del territorio, la situación de los colonizadores españoles era precaria, entre otras razones merced a la oposición de los nativos calchaquíes, un pueblo guerrero del conjunto diaguita que había estado muy brevemente sometido al Tawantinsuyu y rechazaba vehementemente la presencia española. Los intentos de evangelización llevados reiteradamente a cabo por misioneros jesuitas habían resultado infructuosos, puesto que los diaguitas "calchaquíes" se mostraban reticentes a técnicas empleadas con éxito con otros grupos de la zona. Entre los escasos resultados de estos se contaba un vago rumor de que los calchaquíes conocían la ubicación de prodigiosos yacimientos de metales preciosos vacantes desde el desmoronamiento del Imperio incaico.
Se ignora cómo hizo Bohórquez para conocer la situación, pero -casado con una joven indígena- consiguió ganarse la confianza de los calchaquíes haciéndose pasar por el último descendiente de los incas con el nombre de Inca Hualpa. Entre esos caciques se hallaba Pedro Pinguanta, de cierta influencia, quien lo refugió en los valles Calchaquíes cuando los españoles procuraron apresarlo. En rigor los documentos que han llegado hasta el presente demuestran que nunca los diaguitas "calchaquíes" le creyeron descendiente de los incas -por más que fuera de tez amorenada-, los diaguitas no aceptaban como soberano a un inca pero en las circunstancias sí admitieron el liderazgo de alguien que quizás podría librarlos del dominio español. De ellos obtuvo noticia de los yacimientos locales, asegurándoles que si se los revelaban utilizaría todas las fuerzas a su disposición para expulsar a los colonizadores.
Bohórquez convenció a tres misioneros jesuitas que un monarca cristiano podría evangelizar a los nativos con mayor éxito que el logrado hasta la fecha. Uno de ellos, Eugenio de Sánchez, logró que el gobernador del Tucumán, Alonso Mercado y Villacorta, le propusiera una reunión en Pomán, nombre dado entonces a Londres, (actual Provincia de Catamarca). En la reunión celebrada en junio de 1657 Bohórquez se presentó rodeado de caciques, llevado en litera de oro y vistiendo el "llantu", una borla que usaban los emperadores incas. Aseguró a los españoles que — considerado inca o, mejor dicho en el idioma de los diaguitas, el cacán: titakín por los diaguitas calchaquíes— era capaz de obtener su sumisión al rey y que sería fácil convertir a los indígenas al cristianismo. Insinuó también que revelaría la ubicación de los yacimientos, si ellos le garantizaban su reconocimiento como monarca local y su apoyo. Mercado y Villacorta le dio trato de capitán general, celebró una semana de festejos en su honor y lo nombró teniente gobernador y justicia mayor.
La única oposición provino del obispo del Tucumán, fray Melchor de Maldonado y Saavedra, quien descreyó de la historia. Sin embargo, Bohórquez pudo mantener la situación durante dos años, mientras asentaba un gobierno fuerte y militarizando en los valles contra los españoles. De este modo llegó a establecer la capital de su reino en Tolombón, pequeña localidad estratégicamente ubicada a la cual hizo fortificar, e incluso hizo dotar de una artillería defensiva compuesta por cañones hechos con madera dura (que solo soportaban 2 o 3 tiros). La técnica de construir cañones de cuero y madera la había adquirido de un carcelero en Chile.
Como Bohórquez se dedicó a formar un ejército indígena, su relación con los españoles se afectó y el virrey ordenó al gobernador que lo apresara y enviara a Charcas. Lideró con la ayuda de su secretario Lorenzo Tisapanaco, el tercer levantamiento de los calchaquíes contra el dominio español, atacando las ciudades de Salta y San Miguel de Tucumán y provocándoles gravosas pérdidas. En el Fuerte de San Bernardo, cerca de Salta, un ejército de 200 indígenas fue derrotado. Finalmente fue subyugado por las fuerzas de Mercado y Villacorta, aunque sin ser detenido inmediatamente y se retiró hacia sus dominios.
Bohórquez escribió al presidente de la Real Audiencia de Charcas solicitando un indulto, que fue concedido por una junta de guerra, por lo que se entregó a las autoridades de Salta. Cuando era llevado a Lima se conoció que promovía un nuevo intento de agitar otra vez a los calchaquíes, por lo que fue muerto por garrote en secreto en Lima el 3 de enero de 1667. Su cuerpo, ya sin vida, fue ahorcado y luego su cabeza exhibida en una pica. Mientras que muchos de los calchaquíes fueron desarraigados y divididos, sometidos a formas de trabajo forzado, para evitar ulteriores alzamientos.
Su historia fue relatada en la Relación histórica de Calchaquí (1696) de Hernando de Torreblanca de la Compañía de Jesús (a los 84 años), uno de quienes creyeron en el supuesto nieto de Atahualpa, y novelada por Roberto J. Payró en El falso inca (1905).